# De Dion-Bouton La Marquise

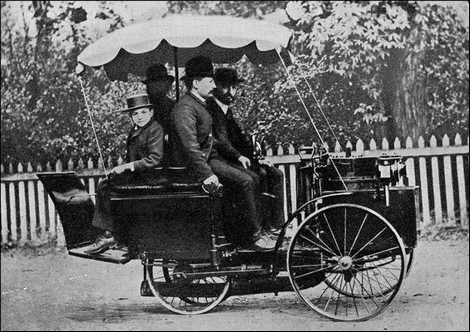
La Marquise

De Dion-Bouton La Marquise ist die Bezeichnung eines französischen Dampfwagens mit vier Rädern und vier Sitzen, der 1884 von De Dion, Bouton et Trepardoux in Paris als Prototyp für die weitere Kraftwagenproduktion gebaut wurde. La Marquise ist der erste Rennwagen der Welt, das zweite vierrädrige Fahrzeug dieses Herstellers und dessen ältestes noch erhaltene sowie möglicherweise das älteste erhaltene Familienauto der Welt.

## Vorgeschichte
Der Ingenieur Charles-Armand Trépardoux (1853–1920) und der Techniker Georges Bouton (1847–1938) hatten seit den späten 1870er Jahren an einem neuen, leichten Heizkessel für Dampfmaschinen gearbeitet der sich für Fahrzeuge eignen sollte und besonders schnell auf Betriebstemperatur gebracht werden sollte.
Erst als sich der Graf Albert de Dion finanziell am Unternehmen beteiligte, gelang es, den Kessel fertigzustellen, zu patentieren und in verschiedenen Größen auf den Markt zu bringen. Neben der stationären Anwendung und dem Einbau in Booten – selbst die französische Marine bestellte sie – war auch die Verwendung in einem Strassenfahrzeug vorgesehen. Das erste wurde 1883 fertiggestellt, das zweite, La Marquise, folgte im nächsten Jahr. Es wurde in der Werkstatt von De Dion, Bouton et Trépardoux an der Rue des Pavillons in Paris als Versuchswagen für die weitere Kraftwagenproduktion gebaut.

## Technik

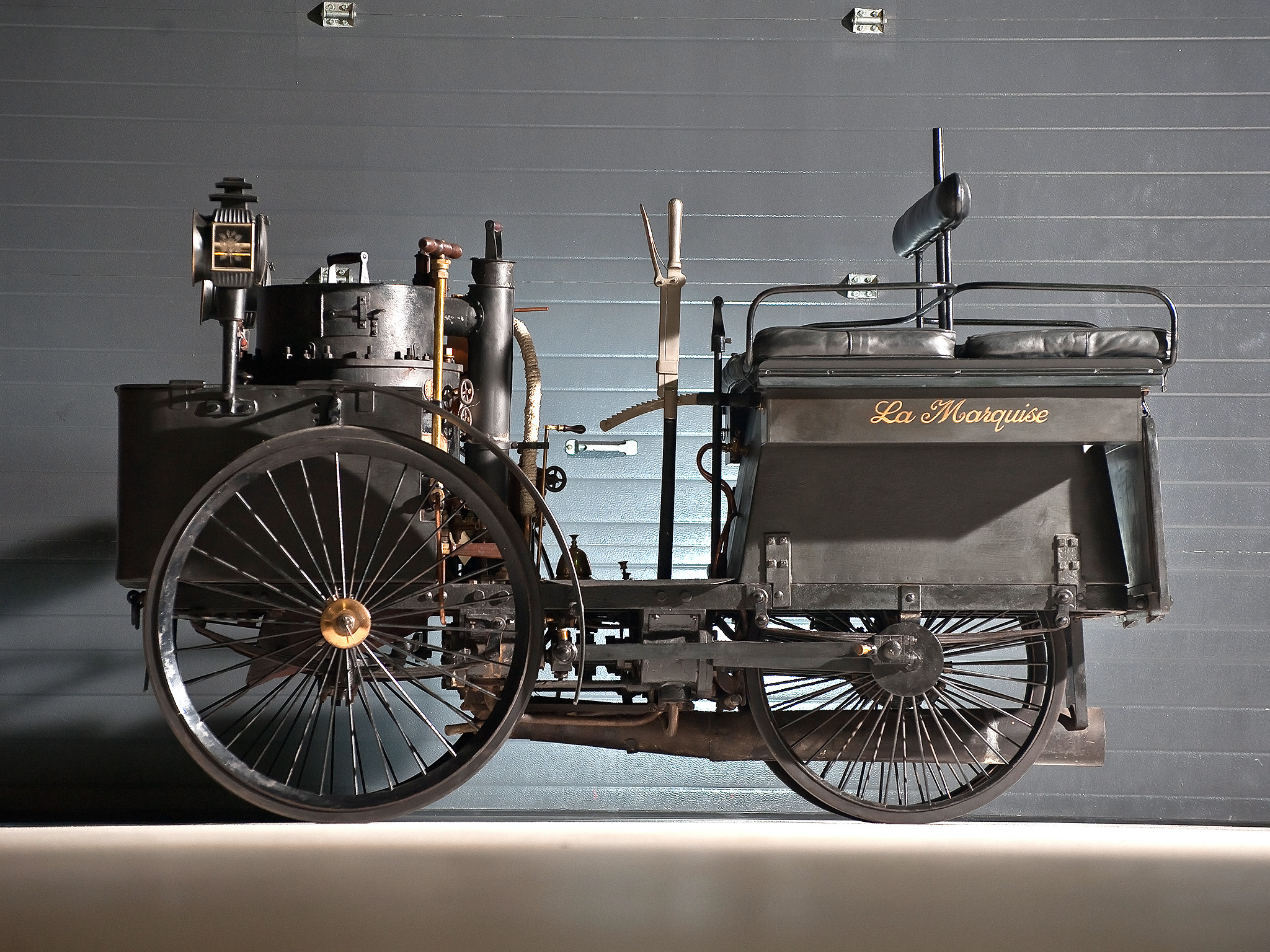
La Marquise

### Antrieb
La Marquise hatte einen stehenden Heizkessel eigener, leichter und kompakter Konstruktion vorne. Zwei voneinander unabhängig arbeitende Dampfzylinder zu je 2 PS Leistung (nach damaliger Berechnungsmethode) wirkten  auf je ein Hinterrad. Gelenkt wurden  die vorderen Räder.  Die hintere Spur war deutlich schmaler als die vordere. Der Wasservorrat wurde in einem rechteckigen Tank im Heck mitgeführt. Vor der Fahrt muss der Kessel ca. 45 Minuten geheizt werden.
La Marquise erhielt die Fahrgestellnummer 6, die Motornummern sind D6 und G6. Sie soll noch in den 1990er Jahren eine Höchstgeschwindigkeit von 55 km/h erreicht haben.

### Fahrgestell und Aufbau
Das Fahrgestell aus Stahlrohr samt Drahtspeichenrädern baute die renommierte Fahrradfabrik Renard Frères, die ihr Domizil in der Nähe hatte. Stahlrohr-Chassis verwendete der Hersteller bis weit in die 1910er Jahre; so sind die späteren Dreiräder, Quadricycles und die Voiturettes Vis-à-vis und Populaire nach dem gleichen Prinzip aufgebaut. Gefedert wurde das Fahrzeug mit je zwei Halbelliptik-Blattfederpaketen pro Achse.
Das Fahrzeug war für vier Personen ausgelegt, die hintere Sitzbank war nach hinten gerichtet („Dos-à-dos“-Anordnung).

## Erfolge
Georges Bouton war mit La Marquise der einzige Teilnehmer, der tatsächlich am Start zur Zuverlässigkeitsfahrt Paris-Versailles 1887 erschien. Dass er in der Klasse der leichten Dampfwagen gemeldet war, spielte daher eine untergeordnete Rolle. Von Bedeutung ist jedoch, dass er erstmals und vor Publikum 20 Meilen von Neuilly zum Bois de Boulogne und zurücklegte. Er benötigte dafür 1 Stunde 14 Minuten zurück und erreichte bis zu 60 km/h, die Durchschnittsgeschwindigkeit betrug 25,6 km/h. Ausgeschrieben als Zuverlässigkeitsfahrt, gilt diese Veranstaltung als erster Motorsportanlass überhaupt.
Im folgenden Jahr schlug der Graf mit La Marquise seinen Geschäftspartner Georges Bouton auf einem leichten Dampf-Dreirad mit einer Durchschnittsgeschwindigkeit von 28,9 km/h.

## Weiterer Verbleib
La Marquise blieb lange in De Dions Besitz und wurde nach dem Ersten Weltkrieg von einem Artillerieoffizier namens Doriol erworben. Bekannt ist, dass das Fahrzeug 1925 an der Grande Exposition in Grenoble ausgestellt wurde, wo es ein Ehrendiplom erhielt. Während des Zweiten Weltkriegs kamen einige Beschlagteile abhanden. Dritter Besitzer wurde 1987 der Brite Tim Moore, welcher die Erlaubnis des französischen Staats erhielt, das Auto auszuführen. Er brachte La Marquise in ihren Originalzustand zurück.
Im November 1996 nahm das Fahrzeug mit der Startnummer 0 am London-Brighton Veteran Car Run teil.
Im Sommer 2007 wurde das Fahrzeug auf einer Auktion angegeben. Der erwartete Schätzpreis lag bei 1.500.000 bis 2.000.000 US-Dollar. Im Oktober 2011 wurde es für 4,62 Millionen Dollar versteigert.

## Historische Bedeutung
Der Dampfwagen erwies sich als eine technische Sackgasse. Das Dilemma, die Fahrzeuge gleichzeitig leicht zu bauen und dabei dennoch Unmengen an Holz, Kohle oder Briketts mitführen zu müssen, ließ sich nie zufriedenstellend lösen. Als zum Ende des 19. Jahrhunderts Dampfwagen mit benzin- oder gasgeheizten Brennern erschienen, war bei De Dion-Bouton die Entscheidung für den Benzinmotor bereits gefallen. Nutzfahrzeuge mit Dampfantrieb entstanden aber noch bis 1914.
Die Aussage im Guinness-Buch der Rekorde, dass es sich bei „La Marquise“ um das älteste noch existierende Automobil handele, ist falsch. Der Dampfwagen von Nicholas Cugnot von 1769 existiert noch, ebenso der Schweizer Thury-Nussberg Dampfwagen von 1877. Selbst die Aussage das älteste fahrbereite Auto trifft nicht zu. Der Grenville Dampfwagen von 1875 nahm bereits am London to Brighton Veteran Car Run teil. Hingegen ist La Marquise eines der bedeutendsten Automobile aus der Frühzeit der Motorisierung und die Teilnahme an der Zuverlässigkeitsfahrt von Neuilly-sur-Seine in den Bois de Boulogne und zurück macht es zum allerersten Rennwagen überhaupt.
De Dion, Bouton et Trépardoux ging 1883 aus den Etablissements Trépardoux et Cie, ingénieurs-constructeurs hervor die von der drei Protagonisten de Dion, Bouton und Trépardoux nur ein Jahr zuvor gegründet waren. De Dion-Bouton entstand erst 1893 nach dem Ausscheiden Trépardoux’ im Streit. Mit einiger Berechtigung kann also La Marquise als zweites gebautes und ältestes existierendes Fahrzeug dieses bedeutenden Hersteller gelten.